# Guillemots
Guillemots é uma banda de indie rock criada em novembro de 2004 na Inglaterra por Fyfe Dangerfield.

## Integrantes
- Fyfe Dangerfield (também conhecido por Fyfe Antony Dangerfield Hutchins) - voz, teclado, guitarra e violão
- MC Lord Magrão - guitarra
- Aristazabal Hawkes - contrabaixo, baixo, teclado, vocal, guitarra e piano
- Greig Stewart (também conhecido por Rican Caol) - percussão

## História

### Primeiros anos (2004-2006)
Fyfe Dangerfield iniciou sua carreira artística como compositor em sua cidade natal, Birmingham, na Inglaterra. Em seus esforços iniciais, usou o nome artístico Senseless Prayer e gravou uma sessão para o programa de John Peel na rádio britânica "BBC Radio 1" em 1999.
Fyfe, depois, começou a compor sob o nome "Fyfe Dangerfield & The Accident" e, em 2004, foi incluído no raro CD promocional oferecido gratuitamente pelo Birmingham Post chamado "Broader Than Broadstreet". O CD também incluiu as bandas Misty's Big Adventure, Mike in Mono, Dreams Of Tall Buildings e X Is Greater Than Y.
Fyfe então mudou-se para Bromsgrove e mais recentemente para Londres, onde recrutou os atuais membros do Guillemots e formou a banda.
A banda inicialmente assinou contrato com a gravadora Fantastic Plastic mas assinou com a Polydor para a gravação de seu primeiro álbum.
O álbum de estreia de Guillemots, Through the Windowpane , foi lançado em 10 de julho e alcançou o número 17 na parada de álbuns e chegou a ser nomeado para o Mercury Prize, e em Outubro de 2006 eles tocaram no BBC Electric Proms.

### Red (2008-2010)
Em 24 e Março de 2008 foi lançado o segundo álbum da banda Red, apesar do single Get Over It ter ficado no Top 20 Singles no Reino Unido Red não conseguiu ser tão popular quanto o primeiro álbum.
A banda entrou em hiato por volta de 2010 enquanto que Fyfe lançava seu álbum solo Fly Yellow Moon.

### Walk The River e The Emporium of Fine Things (2011-2013)
Depois de um curto tempo em hiato o grupo retornou com Walk The River em 2011, eles fizeram uma sequencia de shows secretos no Reino Unido, e tocaram em vários festivais na Europa além de fazer dois shows no Brasil, em São Paulo e Fortaleza.
Em Janeiro de 2012 a banda anunciou um projeto chamado ''The Emporium of Fine Things'' onde lançariam 4 álbuns em um ano, cada álbum iria ter o tema de cada estação do ano, em maio foi lançado Hello Land!, o segundo álbum ''On Summer Island'' estava previsto para sair em Setembro de 2012 porém o álbum não foi lançado, Em Abril de 2013, Fyfe postou um pedido de desculpas afirmando que ele estava indo e voltando entre o Reino Unido e a Noruega, onde o álbum estava sendo gravado, mas acreditava que fosse concluído em breve.
Depois disso não ouve mas noticias sobre o Guillemots apenas que o guitarrista MC Lord Magrão havia saído da banda, em 1 de Novembro de 2013 Fyfe Dangerfield postou pelo Facebook que a banda estava entrando em um possível hiato.

### Possível retorno (2018-atualidade)
Em 2018 Fyfe anunciou um trabalho solo chamado Birdwatcher, o projeto foi lançado gratuitamente online e em Março de 2021 apareceu nos plataformas digitais, no Twitter Fyfe falou sobre o desejo de lançar um compilado de B-sides dos Guillemots, em um podcast Magrão falou que a banda gostaria futuramente lançar musicas inéditas.

## Discografia

### Álbuns
- Hello Land! (2012)
- Walk The River (2011)
- Red  (2008)
- Through the Windowpane (2006)

### EPs
- I Saw Such Things in My Sleep EP (2005)
- Of the Night (2006)
- From the Cliffs (2006)

### Singles
- "Trains to Brazil" (2005)
- "We're Here" (2006)
- "Made-Up Lovesong #43" (2006)
- "Trains to Brazil" (Re-release) (2006)
- "Annie, Let's Not Wait" (2007)